# Muhammad III ibn al Husayn
Muhammad III ibn al-Husayn (en árabe: أبو عبد الله محمد الصادق باشا باي‎; Le Bardo, Túnez; 7 de febrero de 1813-Le Bardo, Túnez; 27 de octubre de 1882), conocido como Muhammad III al-Sadick y también por los franceses como Sadok Bey, fue bey de Túnez de la dinastía husainí de Túnez de 1859 a 1882.

## Biografía
Fue declarado príncipe heredero por su hermano Muhammad II ibn al-Husayn el 10 de junio de 1855, sólo al cabo de un mes de subir al trono. El mismo día recibió el nombramiento de general de división otomano. Le sucedió cuando murió el 20 de septiembre de 1859. Su hermano Abu Muhammad Hammudi Bey (1816-13 de agosto de 1863) fue declarado heredero (bey al-Mahalla) el 22 de septiembre de 1859 (confirmado por decreto imperial de 26 de abril de 1861). El 10 de diciembre de 1859 Muhammad III fue elevado a mariscal del ejército otomano. En este año el servicio de telégrafos fue concedido a una compañía francesa. 
Muhammad III visitó Argel en 1860 y su hermano Abu Muhammad Hammudi Bey ocupó la regencia. Abierto partidario de las reformas como su hermano, que en 1860 reformó la administración siguiendo el modelo europeo y el 23 de abril de 1861 promulgó la primera constitución o dustur que establecía la monarquía hereditaria bajo el bey, asistido por un consejo legislativo de 60 miembros, y se establecían tribunales regulares separando los poderes ejecutivo, judicial y legislativo y limitando el poder del bey y se creó un consejo supremo junto a una asamblea y una corte suprema, los europeos y los judíos fueron declarados iguales ante la ley a los musulmanes incluyendo el derecho de comprar propiedades (lo que atrajo a muchos europeos al país donde se abrieron comercios y escuelas religiosas no musulmanas); los europeos se establecieron principalmente en la zona de Bab al-Bahr. El 26 de abril modificó el orden de sucesión, que en adelante sería el más viejo de los príncipes husaynitas en lugar del mayor de los hijos del bey.
El 12 de enero de 1862 se abrió un nuevo consulado francés; se restauró el acueducto romano de Zaghouan que garantizó agua en la capital y se demolieron las murallas de la Medina de Túnez (algunos trozos ya estaban en ruinas) desapareciendo las puertas de Bab Carthagena, Bab Souika, Bab Bnet y Bab El Jazira. Los cañones de Túnez y la Goulette fueron vendidos más tarde (1872).
La economía del país estaba cercana a la bancarrota por las malversaciones o mala administración del gran visir Mustafá Khaznadar, y en 1863 tuvo que contratar un préstamo al banquero Erlanger a un tipo de interés altísimo, que no tenía medios de devolver y tuvo que doblar los impuestos, lo que provocó en 1864 el levantamiento de las tribus del centro del país seguida de la revuelta de las villas del Sahel tunecino, bajo la dirección de Ali ibn Ghadaham y al grito de «Basta de Constitución, basta de tasas, basta de mamelucos», las fuerzas leales dirigidas por el general Ahmed Zarruk , pudieron ahogar la revuelta sembrando la discordia entre los diferentes grupos rebeldes que no estaban unidos. La represión fue implacable pero la constitución de 1861 fue suspendida y las tasas bajadas a la mitad. No obstante los mamelucos y Khaznadar, que habían salvado el régimen, permanecieron en el poder. 
El 13 de agosto de 1863 murió en la Marsa su hermano Abu Muhammad Hammudi Bey y el 23 de agosto fue declarado heredero el siguiente hermano Ali ibn al-Husayn (futuro Ali III ibn al-Husayn).
En 1865 el bey, a petición de Khaznadar, contrató un nuevo préstamo a un tipo de interés idéntico al anterior; siguió una gran sequía que arruinó a los pequeños campesinos y en 1867 la miseria se extendía por todo el país, incluyendo la capital, donde morían de 100 a 150 personas al día a causa del hambre o enfermedades; en 1868 Khaznadar desvió fondos municipales en beneficio propio y el presupuesto de Túnez quedó reducido significativamente, en 1869 el estado quebró y tuvo que autorizar la creación de una comisión financiera internacional formada por representantes de Francia, Gran Bretaña e Italia y de la misma Túnez; esta comisión desenmascaró la actuación de Mustafá Khaznadar y su enriquecimiento fraudulento. El general Khayr al-Din Pachá, presidente de la comisión financiera denunció a Khaznadar como defraudador de unos dos millones de francos, las pruebas eran irrefutables y Khaznadar dimitió y Khayr al-Din Pachá le sustituyó el 22 de octubre de 1873. La población acogió su caída con alivio y con ceremonias dando gracias a las mezquitas. 
Khayr al-Din Pasha era partidario de un acercamiento al Imperio otomano, pero encontró la oposición de Francia e Italia. El gran visir reformó las aduanas, los Habus, la mezquita Zituna, y la justicia; creó una biblioteca y fundó el Colegio Sadiki que estableció nuevos métodos de enseñanza. Su gobierno estuvo formado en general por personas honestas y competentes como los generales Husayn y Rustum. En 1877 los otomanos pidieron al bey el envío de ayuda en la guerra contra Rusia. El gran visir apoyó la petición, pero el bey, se opuso. Finalmente un consejo extraordinario con los ulemas y notables, optó por aportar la ayuda en forma de especies recogidos por suscripción pública, y así fueron enviados algunos millones de francos y caballos, mulas y otro material. Pero las aportaciones hicieron caer la recaudación del estado y la situación se complicó con una fuerte sequía, el gran visir disminuyó los gastos del estado incluyendo las de la casa civil de la monarquía, lo que ofendió al bey que le pidió la dimisión el 21 de julio de 1877, y lo sustituyó por Muhammad Khaznadar. 
Francia presentaba las mayores ambiciones para dominar el país y una vez firmado el tratado de Berlín en 1878, no dudó en intervenir, pese a los esfuerzos italianos para retrasar el proceso. Mustafá ben Ismail fue nombrado gran visir el 24 de agosto de 1878 y trató de contemporizar con los franceses pero estos, con la excusa de una incursión de tribus tunecinos los krumirs en Argelia, decidieron el 4 de abril de 1881 una expedición de castigo contra Túnez. Muhammad al-Sadik ofreció todo tipo de disculpas y satisfacciones; el Imperio otomano, que conservaba la alta soberanía, protestó. Pero los franceses no escucharon nada y el 12 de mayo de 1881 las tropas llegaban al Bardo. El bey tuvo que firmar el tratado del Bardo o de Kassar Said, por el que transfería a Francia los asuntos exteriores y aceptaba la presencia en Túnez de un ministro residente francés. El 12 de septiembre de 1881 Muhammad Khaznadar volvía a ser gran visir. 
El 22 de octubre de 1882 Muhammad fallecía y fue sucedido por su hermano Ali Muddat ibn al-Husayn.
| Predecesor: Muhammad II ibn al-Husayn | Bey de Túnez 1859 - 1882 (bajo protectorado francés desde 1881) | Sucesor: Ali Muddat ibn al-Husayn |